# Хайнрих I фон Рандек
Хайнрих I фон Рандек (на немски: Heinrich I. von Randeck; * пр. 1202; † 1219/1224) от швабския благороднически род фон Рандек, е господар на замък Рандек в Рейнланд-Пфалц.

## Биография
Той е син на фон Рандек и вероятно е внук на Улрих фон Вартенберг. Сестра му Агнес фон Рандек (* пр. 1224; † сл. 1231) е омъжена за Мефрид фон Моймаген. Хайнрих
Хайнрих I фон Рандек е първият от рода, споменат в документи. През 1202 г. той е споменат като свидетел при договор на Хайнрих фон Вартенберг с манастир Хане. Още през 1200 г. той е в свитата на крал Филип Швабски при едно освобождаване от мито за архиепископството Трир. През 1212 г. е свидетел в договора на император Ото IV с баварския херцог Лудвиг Келхаймерски.
Фамилията измира по мъжка линия с Адам фон Рандек през 1537 г. Наследена е от роднините ѝ Льовенщайн наречени Рандек (измряла 1664) и фон Фльорсхайм, в която се е омъжила последната дъщеря наследничка.

## Фамилия
Хайнрих I фон Рандек се жени за Лутрада († сл. 1207) и има с нея пет деца:
- Готфрид I фон Рандек (* пр. 1219; † сл. 1260), наследник 1231 г., женен за де Валтекин
- Беатрикс фон Рандек, омъжена за Герхард I Кемерер фон Вормс (* пр. 1220; † сл. 1248)
- Вилхелм фон Рандек († сл. 1227), женен за Юта († сл. 1269)
- Гоцо фон Рандек († сл. 1260, женен за де Зулц
- Емерхо I фон Рандек (* пр. 1219; † сл.1250), женен за фон Лихтенщайн?

Хайнрих I е прадядо е на Еберхард фон Рандек († 1372), катедрален декан и избран за епископ на Шпайер.